# Stefano Maderno

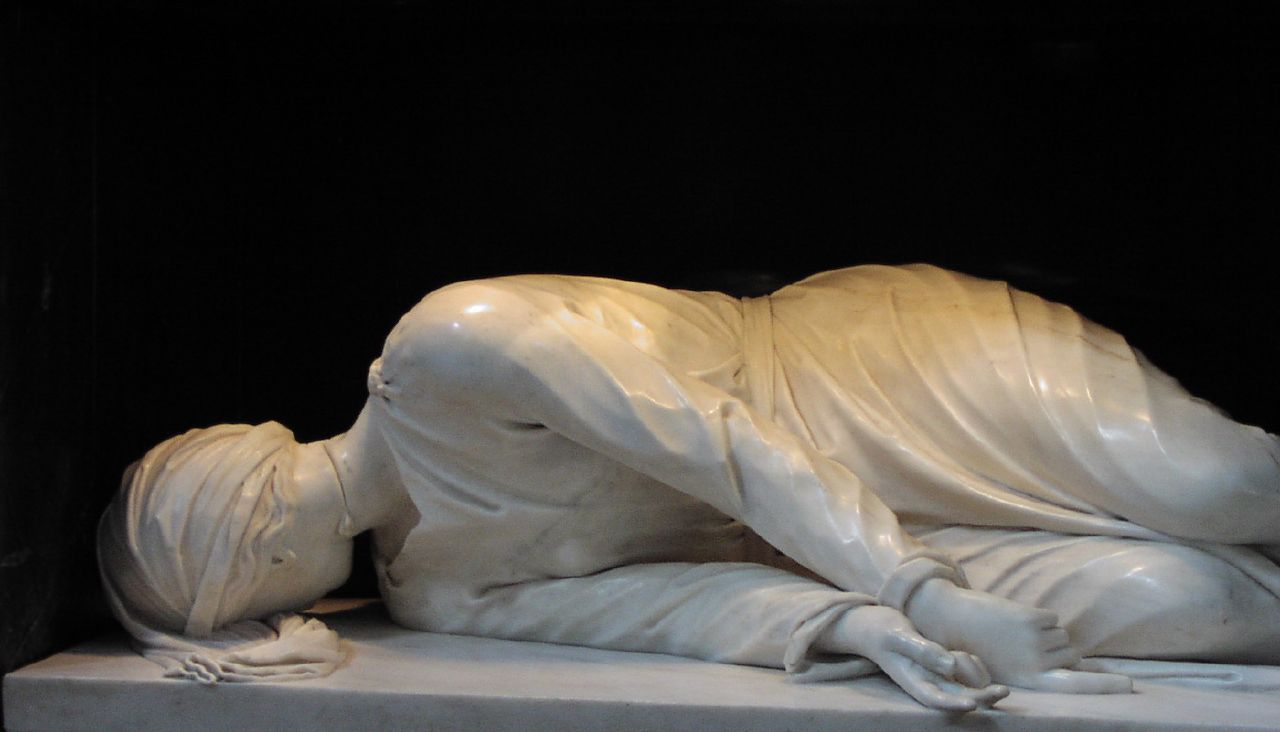
Santa Cecília morta (1599) a l'església de Santa Cecília, Roma.

Stefano Maderno (Bissone, Llombardia, aprox. 1576 — Roma, 1636) va ser un escultor llombard.
Va treballar al servei del papa Pau V a Roma, especialment a Santa Cecilia in Trastevere, Santa Maria Maggiore o San Lorenzo in Damaso. Entre les seves obres destaquen una Santa Cecília morta (1599), Justícia i La Pau (~1614), Bust de Sant Carles Borromeo i Lluita de Jacob i l'àngel a la Galleria Doria.